# عدد صحيح خال من المربعات
في الرياضيات، عدد صحيح خال من المربعات (بالإنجليزية: Square-free integer)‏ هو عدد صحيح غير قابل للقسمة على أي مربع كامل باستثناء الواحد. على سبيل المثال، العدد 10 هو خال من المربعات، بينما العدد 18 ليس خال من المربعات لأنه قابل للقسمة على 9 = 32. الأعداد الموجبة الأولى الخالية من المربعات هي
1, 2, 3, 5, 6, 7, 10, 11, 13, 14, 15, 17, 19, 21, 22, 23, 26, 29, 30, 31, 33, 34, 35, 37, 38, 39, ... (متسلسلة A005117 في OEIS)
نظرية الحلقات تعمم مفهوم الخلو من المربعات.